# At-Takfir wa-l-Higra
At-Takfir wa-l-Higra (arabisch التكفير والهجرة at-Takfir wa-l-Hidschra, DMG at-Takfīr wa-l-Hiǧra ‚die Erklärung zum Ungläubigen und der Auszug‘) ist eine salafitisch-islamistische Strömung aus Ägypten, die heute auch in Europa aktiv ist.
Die Gruppe wurde wahrscheinlich 1973 gegründet. Erster Anführer war Schukri Ahmad Mustafa, der zuvor Mitglied der Muslimbruderschaft gewesen war und bis 1971 im Gefängnis gesessen hatte, unter anderem zusammen mit Sayyid Qutb, und er wurde zu einem seiner radikalsten Gefolgsleute.
Ziel der Gruppe war eine radikale Rückkehr zu den Wurzeln des Islams und die Errichtung einer reinen islamischen Gesellschaft; ihre Mitglieder sollen deshalb sogar in Höhlen am Nil gezogen sein. Ihr Name bedeutet „Erklärung (eines anderen) zum Ungläubigen und Auswanderung“. Er bedeutet, dass die Mitglieder der Gruppe den größten Teil der ägyptischen Gesellschaft für ungläubig erklären (Takfīr) und sich deshalb aus der Gesellschaft zurückziehen, symbolisch also „auswandern“ (Hidschra). Den Ungläubigen wird dann der heilige Krieg (Dschihad) erklärt. Die Namensgebung bezieht sich explizit auf die Prophetengeschichte, ahmt symbolisch also das Beispiel Mohammeds nach, der aus dem „ungläubigen“ Mekka ins Exil nach Medina auswanderte, von wo aus er dann die ungläubigen Mekkaner bekämpfen ließ.
At-Takfir wa-l-Higra soll für den Anschlag auf die Militärakademie in Kairo-Heliopolis am 18. April 1974, bei dem elf Menschen getötet wurden, verantwortlich gewesen sein. Im Juli 1977 entführte und ermordete die Gruppe den ehemaligen Minister für religiöse Angelegenheiten, Scheich adh-Dhahabī. Schukri wurde deswegen 1977 gehängt. Sein Nachfolger als Führer wurde Abd al-Latif as-Sumur.
Im September 1981 kam es zu Unruhen in az-Zaudscha al-Hamra in Kairo, für die at-Takfir wa-l-Higra mitverantwortlich gemacht wurde. Präsident Anwar as-Sadat ließ deshalb nach offiziellen Angaben 476 Mitglieder der Gruppe festnehmen.
Die Strömung wurde von der Europäischen Union von Ende 2002 bis Anfang 2015 auf der Liste der terroristischen Vereinigungen geführt, dann aber wieder gestrichen.